# Domaine de Numata
Pour les articles homonymes, voir Numata (homonymie).

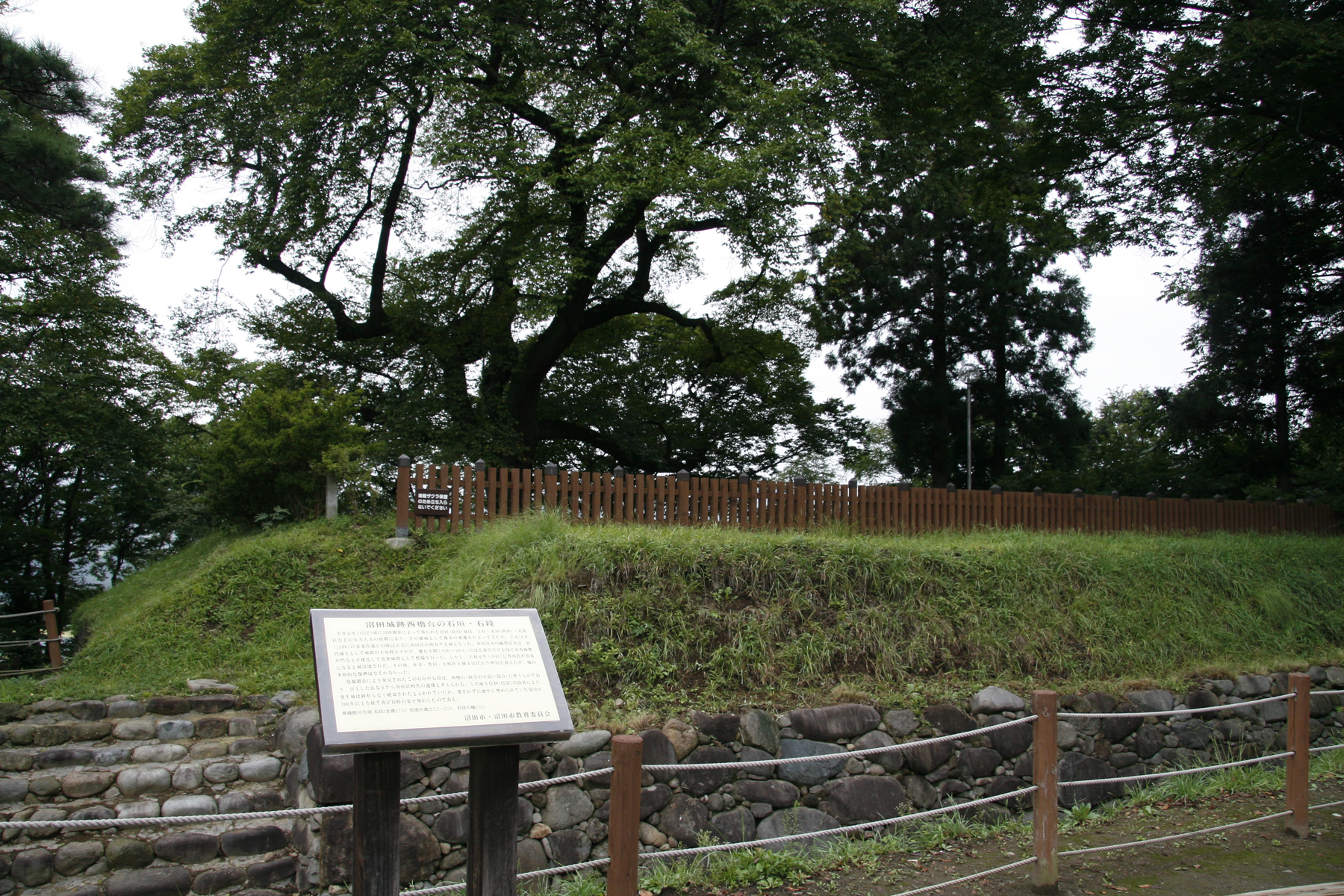
Ruines du château de Numata, centre administratif du domaine de Numata.

Le domaine de Numata (沼田藩, Numata-han) est un fief féodal japonais de l'époque d'Edo situé dans la province de Kōzuke (actuelle préfecture de Gunma). Il était dirigé à partir du château de Numata dans l'actuelle ville de Numata.

## Histoire
Après le siège d'Odawara en 1590, Toyotomi Hideyoshi récompense Sanada Masayuki en lui offrant un fief de 27 000 koku à Numata. Cependant, Yukimasa, qui contrôle le château d'Ueda dans la province de Shinano, espère remettre ces terres à son fils, Sanada Nobuyuki. Dans le conflit qui oppose les Toyotomi aux Tokugawa, le clan Sanada suit Sanada Nobuyuki du côté de Tokugawa Ieyasu et combat contre son frère, Sanada Yukimura à la bataille de Sekigahara. En récompense pour ses services, Sanada Nobuyuki reçoit du shogunat Tokugawa en 1600 le siège de daimyō de territoires combinés d'Ueda et de Numata dont les revenus sont estimés à 95 000 koku. En 1616, Nobuyuki quitte Numata pour Ueda, confiant Numata à son fils, Sanada Nobuyoshi, mais Numata n'est pas reconnu officiellement comme un domaine distinct avant 1656. Le dernier daimyō Sanada, Sanada Nobutoshi, profite énormément de la sous-estimation de ses revenus par le shogunat et du commerce de bois. Cela lui permet de reconstruire le château de Numata sur une plus large échelle avec un tenshu (donjon) à quatre étages, et de rebâtir les résidences du clan à Edo en plus grand. Les irrégularités financières sont cependant découvertes et le shogunat saisit le domaine en 1681.
En 1703, le domaine est confié à une branche du clan Honda de la province de Shimosa, et dirige le fief pendant trois générations avant d'être transféré au domaine de Tanaka dans la province de Suruga en 1730. En 1732, une branche du clan Kuroda est transférée de la province de Hitachi à Numata et dirige le domaine pendant deux générations jusqu'en 1742. Le clan Kuroda est remplacé par Toki Yoritoshi en 1742, ancien daimyō du domaine de Tanaka et ancien rōjū, et le clan Toki dirige Numata jusqu'à la restauration de Meiji. Durant la guerre de Boshin, le dernier daimyō, Toki Yorioki, se range aux forces impériales et participe à la bataille d'Aizu.
Après le conflit et avec l'abolition du système han en juillet 1871, le domaine de Numata devient la « préfecture de Numata », qui fera partie plus tard de la préfecture de Gunma.
Le domaine avait une population de 47 177 personnes réparties dans 13 715 foyers selon un recensement de 1681.

## Possessions à la fin de l'époque d'Edo
Comme la plupart des domaines japonais, Numata est composé de plusieurs territoires discontinus dont la valeur kokudaka est basée sur une estimation périodique du potentiel agricole,.
- Province de Kōzuke
  - 5 villages du district de Gunma
  - 50 villages du district de Tone
- Province de Kawachi
  - 5 villages du district de Wakae
  - 5 villages du district de Shiki
- Province de Mimasaka
  - 6 villages du district de Shōboku
  - 51 villages du district d'Aida
  - 3 villages du district de Shōnan

## Liste des daimyōs
| #                              | Nom                         | Règne     | Titre de courtoisie                  | Rang de cour            | Kokudaka             |
| ------------------------------ | --------------------------- | --------- | ------------------------------------ | ----------------------- | -------------------- |
| Clan Sanada (tozama) 1656-1681 |                             |           |                                      |                         |                      |
| 1                              | Sanada Nobutoshi (真田信利) | 1656-1681 | Iga-no-kami (伊賀守)                 | 5e inférieur (従五位下) | 30 000 koku          |
|                                | Tenryō                      | 1681-1703 |                                      |                         |                      |
| Clan Honda (fudai) 1703-1730   |                             |           |                                      |                         |                      |
| 1                              | Honda Masanaga (本多正永)   | 1703-1711 | Hōki-no-kami (伯耆守) ; jijū (侍従)  | 4e inférieur (従四位下) | 20 000 → 40 000 koku |
| 2                              | Honda Masatake (本多正武)   | 1711-1721 | Tōtōmi-no-kami (遠江守)              | 5e inférieur (従五位下) | 40 000 koku          |
| 3                              | Honda Masanori (本多正矩)   | 1721-1730 | Buzen-no-kami (豊前守)               | 5e inférieur (従五位下) | 40 000 koku          |
| Clan Kuroda (fudai) 1732-1742  |                             |           |                                      |                         |                      |
| 1                              | Kuroda Naokuni (黒田直邦)   | 1732-1735 | Buzen-no-kami (豊前守) ; jijū (侍従) | 4e inférieur (従四位下) | 30 000 koku          |
| 2                              | Kuroda Naozumi (黒田直純)   | 1735-1742 | Yamato-no-kami (大和守)              | 5e inférieur (従五位下) | 30 000 koku          |
| Clan Toki (fudai) 1742-1871    |                             |           |                                      |                         |                      |
| 1                              | Toki Yoritoshi (土岐頼稔)   | 1742-1744 | Tango-no-kami (丹後守) ; jijū (侍従) | 4e inférieur (従四位下) | 35 000 koku          |
| 2                              | Toki Yorioki (土岐頼煕)     | 1744-1755 | Iyo-no-kami (伊予守)                 | 5e inférieur (従五位下) | 35 000 koku          |
| 3                              | Toki Tadatsune (土岐定経)   | 1755-1782 | Mino-no-kami (美濃守)                | 4e inférieur (従四位下) | 35 000 koku          |
| 4                              | Toki Yorihiro (土岐頼寛)    | 1782-1782 | Iyo-no-kami (伊予守)                 | 5e inférieur (従五位下) | 35 000 koku          |
| 5                              | Toki Yoriyoshi (土岐定吉)   | 1782-1786 | Mino-no-kami (美濃守)                | 5e inférieur (従五位下) | 35 000 koku          |
| 6                              | Toki Yoritomi (土岐定富)    | 1786-1790 | Néant                                | Néant                   | 35 000 koku          |
| 7                              | Toki Yorinobu (土岐頼布)    | 1790-1813 | Yamashiro-no-kami (山城守)           | 5e inférieur (従五位下) | 35 000 koku          |
| 8                              | Toki Yorimitsu (土岐頼潤)   | 1813-1826 | Yamashiro-no-kami (山城守)           | 5e inférieur (従五位下) | 35 000 koku          |
| 9                              | Toki Yorikatsu (土岐頼功)   | 1826-1843 | Yamashiro-no-kami (山城)             | 5e inférieur (従五位下) | 35 000 koku          |
| 10                             | Toki Yoriyasu (土岐頼寧)    | 1843-1867 | Iyo-no-kami (伊予守)                 | 5e inférieur (従五位下) | 35 000 koku          |
| 11                             | Toki Yoriyuki (土岐頼之)    | 1857-1871 | Yamashiro-no-kami (山城守)           | 5e inférieur (従五位下) | 35 000 koku          |
| 12                             | Toki Yorioki (土岐頼知)     | 1867-1871 | Hayato-no-kami (隼人正)              | 5e inférieur (従五位下) | 35 000 koku          |